# Clambus cilicicus
Clambus cilicicus là một loài bọ cánh cứng trong họ Clambidae. Loài này được Sahlberg miêu tả khoa học đầu tiên năm 1913.